# 德曲
德曲，是中国长江流域的一条河流，汇入通天河左岸，属于长江源水系。河长133千米，流域面积4180平方千米，年均流量30立方米每秒。自然落差924米。水能理论蕴藏量10万千瓦。